# مدونا
مَدونا لوئیز چیکونی (انگلیسی: Madonna Louise Ciccone؛ زادهٔ ۱۶ اوت ۱۹۵۸) خواننده، ترانه‌نویس و بازیگر آمریکایی است. او عموماً «ملکه پاپ» شناخته می‌شود و بابت بازآفرینی و تنوع‌پذیری پی‌درپی در تولید موسیقی، ترانه‌سرایی و سبک بصری مورد توجه قرار گرفته است. آثار مدونا که آمیزه‌ای از مضامین اجتماعی، سیاسی، جنسی و مذهبی است، هم جنجال‌آفرین بوده و هم تحسین منتقدان را در پی داشته است. او یک نماد فرهنگی در سده‌های بیستم و بیست و یکم محسوب می‌شود و به سوژهٔ آثار پژوهشی، ادبی و هنری تبدیل شده است.
مدونا در ایالت میشیگان به دنیا آمد و بزرگ شد. او در سال ۱۹۷۸ به شهر نیویورک نقل مکان کرد تا در رشته رقص مدرن فعالیت کند. مدونا پس از دوره‌ای اجرا به عنوان درامر، گیتاریست و خواننده در بندهای بریک‌فست کلاب و امی، با انتشار نخستین آلبوم استودیویی خود با عنوان مدونا (۱۹۸۳) به شهرت رسید. او این روند را با مجموعه‌ای از آلبوم‌های موفق از جمله آلبوم‌های پرفروش مثل یک باکره (۱۹۸۴) و آبی واقعی (۱۹۸۶) و همچنین آلبوم برنده‌های جایزه گرمی پرتو نور (۱۹۹۸) و اعتراف‌ها بر روی جایگاه رقص (۲۰۰۵) ادامه داد. مدونا در طول حرفه خود تک‌آهنگ‌های شماره یک بسیاری را منتشر کرده است، از جمله «مثل یک باکره»، «لا ایسلا بونیتا»، «مثل یک نیایش»، «وگ»، «تعظیم کن»، «یخ‌زده»، «موسیقی»، «هانگ آپ»، و «۴ دقیقه».
محبوبیت مدونا با ایفای نقش در فیلم‌هایی مانند ناامیدانه در جستجوی سوزان (۱۹۸۵)، دیک تریسی (۱۹۹۰)، لیگ خودشان (۱۹۹۲) و اویتا (۱۹۹۶) افزایش یافت. در حالی که برای اویتا برنده جوایز گلدن گلوب بهترین بازیگر زن شد، بسیاری از فیلم‌های او نظرات ضعیفی از سوی منتقدان دریافت کردند. مدونا به عنوان یک بازرگان، کمپانی ماوریک را در سال ۱۹۹۲ تأسیس کرد؛ این کمپانی شامل ماوریک رکوردز، یکی از موفق‌ترین ناشرهای تأسیس‌شده توسط هنرمندان در تاریخ بود. از دیگر کارهای او می‌توان به مارک‌های مد، کتاب‌های کودکان، کلوپ‌های سلامتی و فیلم‌سازی اشاره کرد. او در خیریه‌های مختلفی همکاری می‌کند و در سال ۱۹۹۸ بنیاد پرتو نور و در سال ۲۰۰۶ ریزینگ ملاوری را تأسیس کرد.
مدونا اولین هنرمند زن بود که از پتانسیل کامل موزیک ویدئو بهره‌برداری کرد. او با طراحان برتری همچون ژان پل گلتیر، عکاسان برجسته ای همچون استیون میسل و هرب ریتس، و کارگردانانی مری لمبرت و دیوید فینچر همکاری کرد مدونا با الهام بخشی از فرهنگ باشگاه‌های زیرزمینی موفق به ایجاد تصاویر متمایز جنسی و طنزی مانند آلبوم «مانند یک باکره» (در سال۱۹۸۴ شد) و نیز پس از آن توانست با ارائه لباس بحث‌برانگیز قرمز و سیاه که با عنوان بوسه یک قدیس در آن زمان شناخته می‌شد در موزیک ویدئو جنجالی مانند یک نیایش تابو شکنی کند.
مدونا با فروش بیش از ۳۰۰ میلیون از آثارش در سراسر جهان از سوی رکوردهای جهانی گینس به عنوان پرفروش‌ترین هنرمند موسیقی زن در تمام دوران شناخته شده است. او موفق‌ترین هنرمند تک‌خوان در تاریخچهٔ جدول بیلبورد هات ۱۰۰ ایالات متحده است و دارای رکورد بیشترین تعداد تک‌آهنگ شماره یک از یک هنرمند زن در استرالیا، کانادا، ایتالیا، اسپانیا و انگلستان است. او با درآمد ۱٫۵ میلیارد دلار از بلیت‌های کنسرت خود، همچنان بالاترین درآمد را برای هنرمندان تورهای انفرادی در تمام دوران دارد. نام مدونا در سال ۲۰۰۸ در اولین سال واجد شرایط بودن وارد تالار مشاهیر راک اند رول شد. او در سال ۲۰۱۲ از سوی وی‌اچ‌وان به عنوان بزرگ‌ترین زن موسیقی و در سال ۲۰۲۰ از سوی مجلهٔ بیلبورد به عنوان بزرگ‌ترین هنرمند در زمینهٔ موزیک ویدئو رتبه‌بندی شد. همچنین رولینگ استون مدونا را در میان ۱۰۰ هنرمند بزرگ تمام دوران و ۱۰۰ ترانه‌سرای بزرگ تمام دوران قرار داده است.

## زندگی و حرفه

### ۱۹۵۸–۱۹۸۱: اوایل زندگی و شروع حرفه

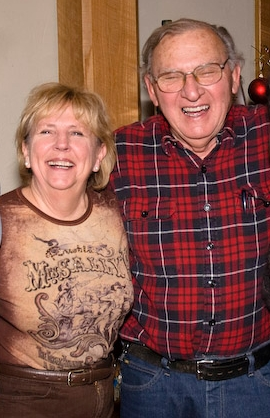
نامادری و پدر مدونا، جوآن و تونی سیکون در سال ۲۰۰۹

مَدونا لوئیز چیکونی در ۱۶ اوت ۱۹۵۸ در بی سیتی، میشیگان از پدر و مادری کاتولیکی به نام مدونا لوئیز (با نام خانوادگی پیش از ازدواج: فورتین) و سیلویو آنتونی «تونی» چیکونی به دنیا آمد. والدین پدرش مهاجرانی ایتالیایی از پاچنترو بودند در حالی که مادرش اصالتی فرانسوی-کانادایی داشت. تونی چیکونی مهندس طراحی بود که در کرایسلر و جنرال موتورز کار می‌کرد. اعضای خانواده از آنجا که مدونا هم نام مادرش بود، او را «نونی کوچک» صدا می‌زدند. مدونا بعداً در مورد نامش گفت: «چگونه می‌توانم غیر از آنچه مدونا نامیده‌ام، چیز دیگری باشم؟ من یا یک راهبه می‌شدم یا این.» او دو برادر بزرگ‌تر به نام‌های آنتونی و مارتین و سه خواهر و برادر کوچک‌تر به نامهای پائولا، کریستوفر و ملانی دارد.
هنگامی که مدونا در سال ۱۹۶۶ در آیین کلیسای کاتولیک تأیید شد، نام ورونیکا را به عنوان نام تعمیدی پذیرفت. او در حومه دیترویت پونتیاک و آون تونسی (تپه‌های روچستر فعلی) بزرگ شد. ماه‌ها قبل از فوت مادرش در اثر سرطان پستان در اول دسامبر ۱۹۶۳، مدونا متوجه تغییراتی در رفتار و شخصیت خود شد، اگرچه دلیل آن را نمی‌فهمید. مدونا بعداً اعلام کرد که مفهوم مرگ مادرش را درک نکرده است.
تأثیر مرگ مادرش باعث شد مدونا برای آرامش مدتی را نزد مادر بزرگ پدری خود زندگی کند. خواهر و برادران چیکونی از خانه‌داران تنفر داشتند و در برابر هر کسی که به خانه آنها آورده می‌شد و فکر می‌کردند سعی می‌کنند جای مادر عزیزشان را بگیرند، مخالفت کردند. مدونا بعداً در مصاحبه‌ای با ونتی فر دوران کودکی خود را به این شکل توصیف می‌گوید: «من خودم را دختری تنها که در جستجوی چیزی بود می‌دیدم. من سرکشی نمی‌کردم من به خوب بودن در کارهایم اهمیت می‌دادم، من مانند دخترای عادی موهای زیر بغلم را نمی‌تراشیدم و آرایش نمی‌کردم اما من درس خوان بودم و نمرات خوبی می‌گرفتم و می‌خواستم کسی شوم.» مدونا از اینکه پدرش تونی را نیز می‌تواند از دست دهد وحشت می‌کرد و معمولاً نمی‌توانست بخوابد مگر اینکه در نزدیکی او باشد.
در سال ۱۹۶۶، تونی با جوآن گوستافسون، خانه‌دار خانواده ازدواج کرد. آن دو صاحب دو فرزند به نام‌های جنیفر و ماریو شدند. مدونا به دلیل ازدواج مجدد از پدرش کینه ورزید و در برابر او شروع به کینه‌ورزی کرد و روابط آن‌ها پس از سال‌ها تیره‌تر شد. او دوران تحصیلی‌اش را در مدارس ابتدایی کاتولیک سنت فردریک و سنت آندرو و مدرسه راهنمایی غرب گذارند. مدونا در مدرسه به نمرههای بالای خود معروف بود و به دلیل رفتارهای غیر متعارفش شناخته شد. او در راه‌روهای میان کلاس‌ها حرکات چرخ و فلکی و بالانس را انجام می‌داد و در طول کلاس دامنش را بالا می‌کشید تا پسران لباس زیرش را ببینند.
پدر مدونا او را در کلاس‌های پیانوی کلاسیک ثبت‌نام کرد اما بعداً مدونا به دلیل علاقه‌اش به تبدیل شدن به یک بالرین پدرش را قانع کرد که اجازه دهد در کلاس‌های باله شرکت کند. ولی بعد از شرکت در کلاس‌های باله، کریستوفر فلین معلم باله‌اش مدونا را متقاعد کرد که رشته رقص را دنبال کند. او بعداً در دبیرستان روچستر آدامز تحصیل کرد و در آنجا یک دانش‌آموز ممتاز و یکی از اعضای تیم تشویق شد. پس از فارغ‌التحصیلی، او یک بورسیهٔ تحصیلی رقص از دانشگاه میشیگان را دریافت کرد و در تابستان در جشنواره رقص آمریکا در دورهام، کارولینای شمالی تحصیل کرد.
در سال ۱۹۷۸، مدونا دانشکده را رها کرد و دوباره به شهر نیویورک نقل مکان کرد. او در مورد نقل مکان خود به نیویورک می‌گوید، «این اولین باری بود که با هواپیما سفر می‌کردم، اولین باری بود که تاکسی سوار می‌شدم. من با ۳۵ دلار در جیبم به اینجا آمدم و این شجاعانه‌ترین کاری است که تا به حال انجام داده‌ام.» طولی نکشید که او در یک آپارتمان در محله الفبت سیتی در ایست ویلیج ساکن شد. او هنگام کار در دانکن دوناتس و با گروه‌های رقص مدرن، شرکت در کلاس‌های تئاتر رقص آمریکایی آلوین آیلی پول کمی داشت و سرانجام با پرل لانگ در تئاتر رقص به اجرا می‌پرداخت. او همچنین زیر نظر مارتا گراهام، رقصنده و طراح رقص مشهور آمریکایی به تحصیل در حرفهٔ رقص پرداخت. مدونا به عنوان یک رقاص پشتیبان برای دیگر هنرمندان مطرح آغاز به کار کرد. شبی هنگام بازگشت از تمرین، دو مرد با چاقو به مدونا تجاوز و او را مجبور به انجام قضیب‌لیسی کردند. او در مورد این حادثه می‌گوید، «طعمی از ناتوانی من، این به من نشان داد که با تمام قدرتی که من از خودم نشان داده بودم، هنوز هم نمی‌توانم خودم را نجات دهم، هرگز نمی‌توانستم آن را فراموش کنم.»
در حالی که به عنوان خوانندهٔ پشتیبان و رقصنده برای هنرمند دیسکو فرانسوی پاتریک هرناندز در تور جهانی ۱۹۷۹ خود اجرا می‌کرد، مدونا عاشقانه با موسیقیدان دن گیلروی دوست شد و آن دو در یک کنیسه متروکه در کرونا، کوئینز زندگی می‌کردند. آن‌ها با هم نخستین گروه راک، بریک‌فست کلاب را تشکیل دادند و مدونا برای آن آواز می‌خواند و درام و گیتار می‌زد. در سال ۱۹۸۰ و ۱۹۸۱ او بریک‌فست کلاب را ترک کرد و به همراه دوست‌پسر خود در آن زمان استیون بری، به عنوان درامر گروه امی را تشکیل داد. این دو با هم شروع به نوشتن ترانه کردند، اما مدونا بعداً تصمیم گرفت خودش را به عنوان یک هنرمند تک‌خوان پیشرفت دهد. موسیقی او دی‌جی و تهیه‌کنندهٔ موسیقی مارک کامنز را تحت تأثیر قرار داد. پس از آن کامنز ترتیب جلسه‌ای بین مدونا و سیمور استین بنیانگذار سایر رکوردز را داد.

### ۱۹۸۵–۱۹۸۲: مدونا، مثل یک باکره و ازدواج اول
پس از آنکه مدونا با سایر قرارداد تک‌آهنگ بست، نخستین تک‌آهنگ او، «همه» در اکتبر ۱۹۸۲ و تک‌آهنگ دوم «آزرده شدن» در مارس ۱۹۸۳ منتشر شد. هر دو به هیت‌های بزرگ در کلاب‌های ایالات متحده تبدیل شدند و به جایگاه سوم جدول ترانه‌های داغ باشگاه رقص که توسط مجلهٔ بیلبورد (مجله) گردآوری می‌شود، رسیدند. پس از این موفقیت، او آغاز به ساخت نخستین آلبوم هم‌نام خود، مدونا کرد که اصولاً توسط رجی لوکاس از وارنر برادرز تهیه شده است. با این حال، او از ترانه‌های تکمیل‌شده راضی نبود و با تکنیک‌های تولیدی لوکاس مخالف بود، بنابراین تصمیم گرفت که کمک بیشتری برای ضبط آلبوم را در دست بگیرد. در این مدت، مدونا با هنرمند ژان میشل باسکیا قرار می‌گذاشت اما به دلیل اعتیادش به هروئین رابطه‌اش را با او قطع کرد.
مدونا با دوست پسرش جان «ژله‌بین» بنیتز آشنا شد و از او برای پایان دادن به تولید آلبوم کمک خواست. بنیتز بیشتر قطعات را ریمیکس کرد و «تعطیلات» را تهیه کرد که سومین تک‌آهنگ مدونا و نخستین موفقیت جهانی او در ده جایگاه برتر جدول‌ها بود.
محبوبیت مدونا در ماه نوامبر سال ۱۹۸۴ با انتشار دومین آلبوم استودیوی خود مثل یک باکره به صورت جهانی افزایش پیدا کرد. مثل یک باکره نخستین آلبوم یک زن بود که بیش از پنج میلیون نسخه در ایالات متحده به فروش رفت. این آلبوم بعداً گواهی الماس را تأیید کرد و بیش از ۲۱ میلیون نسخه در سراسر جهان فروخته شد. تک آهنگ مثل یک باکره که به عنوان اولین تک آهنگ آلبوم بود و برای شش هفته متوالی در صدر نموادر ۱۰۰ بیلبورد قرار گرفت. این تک آهنگ نیز توجه سازمان‌های محافظه‌کار را به خود جلب کرد که شکایت داشتند که این آهنگ و ویدیوی همراه آن باعث ترویج رابطه جنسی قبل از ازدواج و تضعیف ارزش‌های خانوادگی می‌شود. اخلاق‌گرایان به دنبال ممنوعیت این آهنگ و ویدیو بودند. مدونا برای اجرای آهنگ مثل یک باکره در اولین جوایز موسیقی ویدئوی ام‌تی‌وی در سال ۱۹۸۴ پوشش رسانه ای زیادی دریافت کرد. مدونا با پوشیدن لباس عروس و دستکش‌های سفید روی صحنه بر روی یک کیک عروسی غول پیکر ظاهر شد و سپس به شکلی وسوسه انگیز روی زمین غلتید. ام‌تی‌وی این اجرا را یکی از نمادترین اجراهای پاپ در تمام دوران نامید. دومین تک‌آهنگ آلبوم، دختر مادی به رتبه دو در بیلبورد ۱۰۰ رسید. مدونا در حین فیلمبرداری موزیک ویدیوی تک آهنگ با بازیگر شان پن آشنا شد. آنها در روز تولد او در سال ۱۹۸۵ ازدواج کردند.
مدونا در فوریه ۱۹۸۵ نخستین حضورش را در سینما با نقش کوچکی به‌عنوان یک خوانندهٔ کلوپ در فیلم به دنبال تصورات آغاز کرد. موسیقی متن فیم شامل دو تک‌آهنگ جدید بود، یکی تک‌آهنگ شماره یک او در ایالات متحده، مجنون تو و آهنگ دیگری قمارباز. همچنین او اولین نقش اصلی خود را در فیلم کمدی ناامیدانه در جستجوی سوزان بازی کرد، فیلمی که تک‌آهنگ اصلی آن به داخل شیار، اولین تک آهنگ شماره یک او در بریتانیا شد. علیرغم اینکه مدونا به عنوان یک بازیگر نقش اول فیلم در نظر گرفته نشد، محبوبیت او باعث شد که فیلم به عنوان یک رساناگر مدونا تلقی شود. وینسنت کانبی، منتقد فیلم نیویورک تایمز، آن را یکی از ده فیلم برتر سال ۱۹۸۵ معرفی کرد.
از آوریل ۱۹۸۵، مدونا اولین تور کنسرت خود را در آمریکای شمالی، تور باکره را با گروه بیستی بویز آغاز کرد. این تور شاهد اوج پدیده مدونا وانابی بود، با بسیاری از شرکت کنندگان زن که مانند او لباس می‌پوشیدند. در آن زمان، او دو آهنگ دیگر به نام‌های فرشته و تو را بپوشم منتشر کرد که باعث شد هر چهار تک‌آهنگ آلبوم مثل یک باکره در بین پنج آهنگ برتر بیلبورد ۱۰۰ قرار بگیرند. در ماه ژوئیه، مجلات پنت‌هاوس و پلی‌بوی تعدادی عکس برهنه از مدونا را منتشر کردند که در سال ۱۹۷۸ زمانی که او به عنوان یک مدل هنری کار می‌کرد گرفته شد. او برای این عکس‌ها ژست گرفته بود، زیرا در آن زمان به پول نیاز داشت و حداقل ۲۵ دلار در هر جلسه حقوق می‌گرفت. انتشار این عکس‌ها سروصدای رسانه‌ای به پا کرد، اما مدونا شرمنده نشد. این عکس‌ها در نهایت تا ۱۰۰ هزار دلار فروخته شدند. او به این جنجال‌ها در کنسرت خیریه لایو اید در سال ۱۹۸۵ اشاره کرد و گفت که کت خود را درنمی‌آورم زیرا ممکن است (رسانه‌ها) ده سال آینده آن را علیه من نگه دارند.

### ۱۹۹۲–۱۹۸۶: آبی واقعی، اون دختره کیه؟، مانند یک نیایش و دیک تریسی

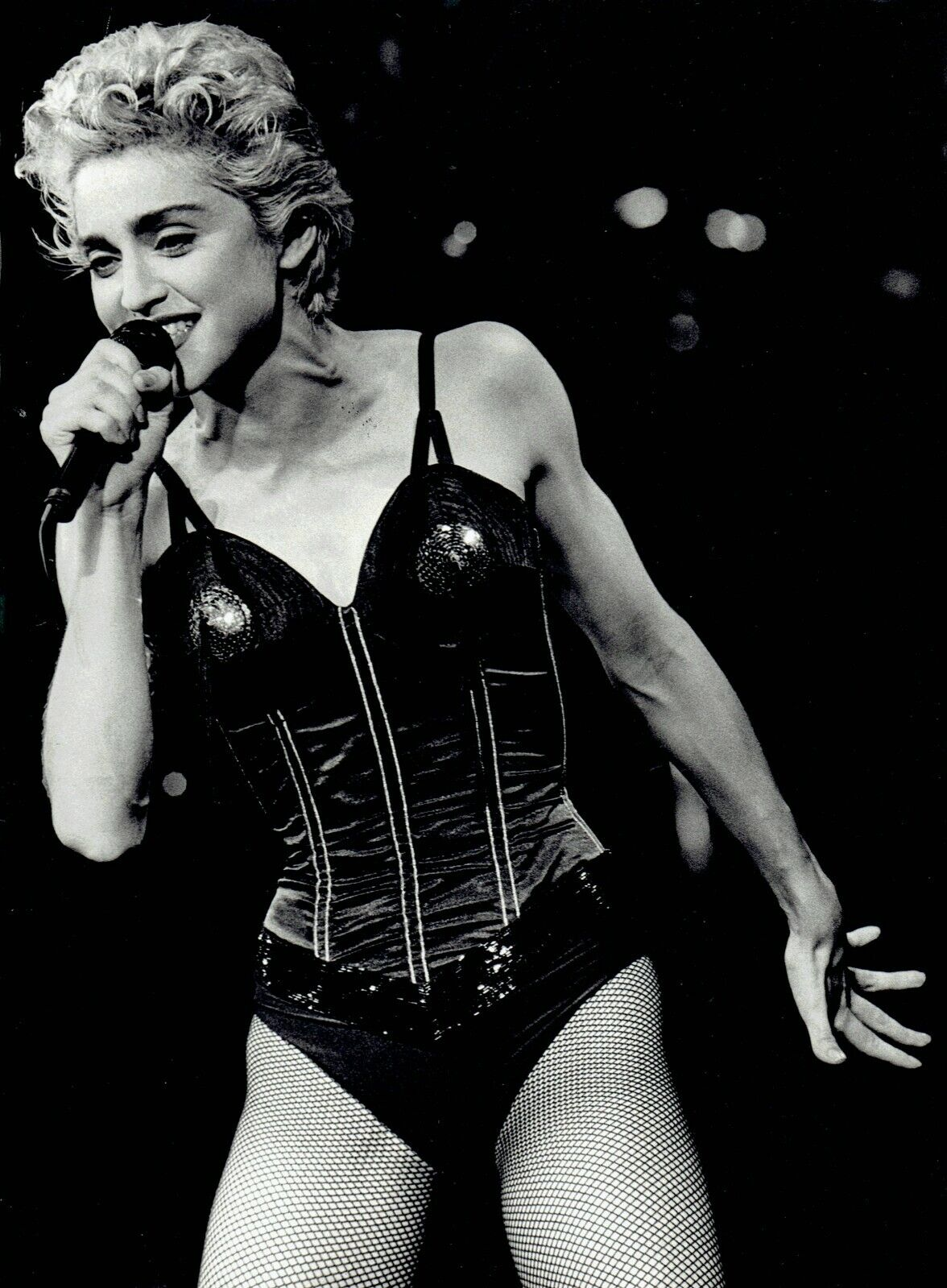
مدونا در ۱۹۸۷

در سال ۱۹۸۶ مدونا و شان پن در فیلم سوپرایز شانگهای ظاهر شدند. اما این فیلم، فیلم موفقی نبود و نخستین جایزه تمشک طلایی را برای هر دوی آنان به همراه داشت.
مدونا در سال ۱۹۸۶ سومین آلبوم خود آبی واقعی را منتشر کرد. این آلبوم به جایگاه ۱ در ۲۸ کشور جهان رسید که دستاوردی بی‌سابقه بود. از این آلبوم ۲۵ میلیون به فروش رفت. آبی واقعی توسط رکوردهای جهانی گینس به عنوان پرفروش‌ترین آلبوم یک زن در ده ۱۹۸۰ ثبت شد. سه تک آهنگ زنده به گفتن، پدر موعظه نکن و دلت را بگشای به شماره ۱ و تگ اهنگ‌های جزیره زیبا و آبی واقعی (ترانه مدونا) به شماره ۴ و ۵ در بیلبورد رسیدند. در سال بعد مدونا در فیلم اون دختره کیه؟ ظاهر شد موسیقی متن این فیلم در آلبوم اون دختره کیه (موسیقی متن)؟ منتشر شد که آهنگ‌های نگاه عشق (ترانه مدونا)، ایجاد اغتشاش و اون دختره کیه؟ از این آلبوم به شهرت رسیدند در همان سال مدونا تور اون دختره کیه؟ را آغاز کرد که توانست رکورد بیشترین حضور در یک کنسرت را بشکند.
در سال ۱۹۸۹ مدونا از شان پن جدا شد. او برای چهارمین آلبوم خود با افرادی نظیر پرینس و استیون بری کار کرد. آلبوم مانند یک نیایش به همراه نخستین تک آهنگش به شماره ۱ در بیلبورد و چارت‌های جهان رسیدند. در همان سال مدونا در فیلم سگ شکاری برادوی ظاهر شد و در سال بعد در فیلم دیک تریسی (فیلم ۱۹۹۰) درخشید. این فیلم برنده جایزه اسکار برای بهترین موسیقی متن شد که تمام آهنگ‌های آن توسط مدونا در آلبوم من از نفس افتاده‌ام خوانده شده بود. مدونا همچنین ترانه زودتر یا دیرتر را به همراه دیگر ستاره موسیقی پاپ مایکل جکسون (که به پادشاه پاپ معروف بود) در مراسم اسکار همان سال اجرا کرد. از این آلبوم آهنگ وگ به شهرت جهانی دست یافت در همان سال مدونا تور جاه‌طلبانه بلوند را آغاز کرد که دیویدی این تور برنده جایزه گرمی برای بهترین موزیک ویدیو در فرم بلند شد. از همین تور مستندی با عنوان راستی یا شهامت تهیه شد که فروش عالی پیدا کرد. در سال ۱۹۹۰ مدونا آلبوم برترین‌های خود را منتشر کرد که به فروش بیش از ۳۰ میلیون نسخه دست یافت و تبدیل به پرفروش‌ترین آلبوم برترین‌های یک زن شد. این آلبوم دارای دو تک آهنگ جدید به نام‌های عشقم را بیازمای و نجاتم بده (ترانه مدونا) بود که هر دو به شماره‌های ۱ و ۹ در بیلبورد رسیدند.

### ۱۹۹۷–۱۹۹۲: اروتیکا، قصه‌های وقت خواب، نخستین فرزند

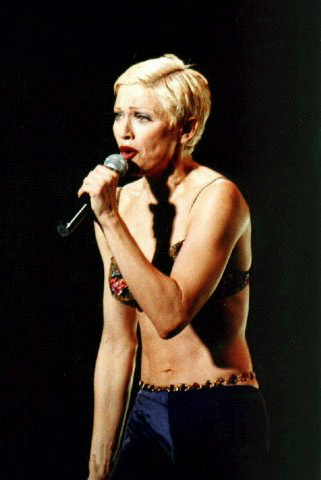
در یکی از تور کنسرت‌هایش ۱۹۹۳

در سال ۱۹۹۲ مدونا در فیلم دسته خودشان نظر خوبی را از سوی منتقدان دریافت کرد. موسیقی متن این فیلم زمینی که در آن بازی می‌کردم به‌شمار ۱ در بیلبورد رسید که این دهمین آهنگ شماره ۱ مدونا در جدول بیلبورد بود و مدونا نخستین زنی شد که دارای ۱۰ آهنگ شماره ۱ در جدول ۱۰۰ تای برتر بیلبورد داشت.
در سال ۱۹۹۲ مدونا کتاب و آلبوم جنجال‌برانگیز خود را منتشر کرد. از آلبوم اروتیکا آهنگ‌های اروتیکا، عمیق‌تر و عمیق‌تر، دختر بد، تب، باران و بای بای عزیزم منتشر شدند. در سال بعد مدونا تور شوی دخترانه را آغاز کرد و در فیلم‌های یک بغل مدرک و بازی خطرناک بازی کرد.
در سال ۱۹۹۴ مدونا آلبوم قصه‌های وقت خواب را منتشر کرد. نخستین تک آهنگ آلبوم تعظیم کن به شماره ۱ در بیلبورد رسید و تک آهنگ‌های بعدی راز، قصه وقت خواب و طبیعت بشر به تک آهنگ‌های مشهور او تبدیل شدند. در سال بعد آلبوم چند آهنگه چیزی برای به خاطر داشتن که دارای دو تک آهنگ جدید به نام‌های (...) و شانس بود را منتشر کرد. در همان سال مدونا در فیلم‌های غمی در چهره و چهار اتاق بازی کرد و در سال ۱۹۹۶ با بازی در فیلم اویتا (فیلم) تحسین منتقدان را برانگیخت مدونا برای این فیلم برندهٔ جایزه گلدن گلوب برای بهترین بازیگر زن نقش اول شد همچنین این فیلم برنده جایزه اسکار برای بهترین موسیقی شد که بیشترین آهنگ‌هایش توسط مدونا خوانده شده بود. موسیقی متن این فیلم در آلبوم اویتا (موسیقی متن) منتشر شد و آهنگ‌های تو باید عاشقم باشی و آرژانتین برای من گریه نکن به شهرت رسیدند. مدونا از سال ۱۹۹۵ با مربی تناسب اندام کارلوس لئون وارد رابطه عاشقانه ای شد و در سال ۱۹۹۷ نخستین فرزندش لوردس لولا لئون را به دنیا آورد اما بعد از مدتی به رابطه خودش با کارلوس لئون پایان داد. همچنین مدونا به مکتب کابالا که یک مکتب یهودی است پیوست. او توسط ساندرا برنهارد به این مکتب معرفی شد.

### ۲۰۰۱–۱۹۹۸: پرتو نور، موسیقی، ازدواج دوم
در سال ۱۹۹۸ مدونا آلبوم پرتو نور را که شامل سبک‌های دنس و الکترونیک بود را منتشر کرد که توانست موج جدیدی از سبک الکترونیک را وارد موسیقی عامه پسند کند. این آلبوم برنده جایزه گرمی بهترین آلبوم پاپ شد همچنین آهنگ پرتو نور برنده جایزه گرمی برای بهترین ضبط رقص و بهترین موزیک ویدیو فرم کوتاه شد. تک آهنگ‌های دیگر آلبوم یخ‌زده، قدرت خداحافظی و دنیای غرق شده/جایگزینی برای عشق هر کدام به شهرت جهانی رسیدند این آلبوم به بیش از ۱۶ میلیون فروش جهانی دست پیدا کرد. در همان سال مدونا Fund of Light Foundation را تأسیس کرد که به کمک بر زنان، آموزش و پرورش، توسعه جهانی و انسان دوستانه متمرکز بود.
در سال ۱۹۹۹ مدونا جایزه گرمی بهترین آهنگ نوشته شده برای فیلم آستین پاورز: جاسوسی که من را تکان داد برای آهنگ غریبه زیبا را برد.
در سال ۲۰۰۰ مدونا با گای ریچی کارگردان انگلیسی ازدواج کرد و در سال ۲۰۰۱ دومین فرزندش روکو را به دنیا آورد. در سال ۲۰۰۰ مدونا آلبوم موسیقی را منتشر کرد که مانند سایر آلبومهایش تحسین منتقدان و فروش جهانی را به همراه داشت. نخستین تک آهنگ این آلبوم، موسیقی دوازدهمین شماره ۱ مدونا در جدول بیلبورد بود. در سال ۲۰۰۱ مدونا پنجمین تور خود را، تور دنیای غرق شده را آغاز کرد.

### ۲۰۲۳: بیماری و تعویق برنامه‌ها
در ژوئن ۲۰۲۳ تور جهانی مدونا پس از بستری شدن در بخش مراقبت‌های ویژه در بیمارستانی در نیویورک به دلیل عفونت شدید به تعویق افتاد. او می‌خواست چهلمین سالگرد تک‌آهنگ خود به نام هالیدی را با آغاز تور خود جشن بگیرد.

## دست‌آوردها
مدونا موفق شد بیش از ۱٫۵ میلیارد دلار بابت فروش بلیت تورهای کنسرتش درآمد کسب کند. با توجه به اطلاعات ارائه شده توسط Billboard Boxscore، او پردرآمدترین هنرمند برای تور انفرادی در تمام دورانهاست که بین سال‌های ۱۹۹۰ تا ۲۰۱۶ بیش از ۱٫۳۱ میلیارد دلار درآمد داشته است. او تنها زن در تاریخ است که دارای دو کنسرت انفرادی با ۱۰۰/۰۰۰ بلیت فروخته شده است. کنسرت «Who's That Girl World Tour» او در «پارک دو سئو» پاریس، بیش از صد و سی هزار تماشاگر را به خود جلب کرد، پس از آن در حالی که کنسرت «Girlie Show» او در ورزشگاه ماراکانا، ریودوژانیرو برگزار می‌شد، موفق شد که بیش از صد و بیست هزار نفر را به آنجا بکشاند. مدونا توانست با دریافت بهترین جایزه موزیک ویدئو از جوایز موسیقی ویدئوی ام‌تی‌وی در سال ۱۹۸۶ اولین برنده زن این جایزه شود.
طبق بیلبورد، مدونا موفق‌ترین هنرمند انفرادی در تاریخ چارت ۱۰۰ آهنگ داغ جهان (دومین نفر پس از بیتلز) و موفق‌ترین هنرمند کلوپ رقص در تمام دوران است. مدونا با ۴۴ آهنگ شماره یک در جدول آهنگهای Hot Country بالاتر از جورج استریت قرار گرفت. در لیست Hot 100 نیز بیش از هر هنرمند زن دیگری در تاریخ وی این رکورد را در بین همه هنرمندان برای نزدیک به دو دهه (بین سال‌های ۲۰۰۲ تا ۲۰۲۰) در اختیار داشت، اما پس از این دریک این رکورد را کسب کرد. مدونا دارای رکورد بین‌المللی برای بیشترین تک آهنگ شماره یک توسط یک هنرمند زن در استرالیا (برای۱۱ بار)، کانادا (برای ۲۵ بار)، ایتالیا (برای۲۳ بار)، ایرلند (برای ۸ بار)، فنلاند (برای ۷ بار)، اسپانیا (برای ۲۱ بار) و بریتانیا (برای ۱۳ بار). در چهلمین سالگرد نمودارهای کنترل رسانه GfK، مدونا به عنوان موفق‌ترین فرد، برای بهترین هنرمند تک آهنگِ رتبهٔ برتر در چارتها رتبه‌بندی شد.

## میراث
او یک چهره تاریخی برجسته است و پس از درگذشتش، گذشته‌نگران جایگاه او را هرچه بزرگ‌تر و درخشان‌تر در تاریخ نشان خواهند داد.

—کامیل پالیا دربارهٔ مدونا (۲۰۱۷).
مدونا میراثی خلق کرده که فراتر از موسیقی است و مورد مطالعه جامعه‌شناسان، مورخان و دیگر پژوهشگران قرار گرفته، و به ظهور «مطالعات مدونا»، زیرشاخه‌ای از مطالعات فرهنگی آمریکا، کمک کرده است. به گفته رودریگو فرسان، «گفتن اینکه مدونا فقط یک ستاره پاپ است، به همان اندازه نادرست است که بگوییم کوکا کولا فقط یک نوشابه است. مدونا یکی از نمادهای کلاسیک ساخت آمریکا است.» مجله رولینگ استون اسپانیا نوشته است: «او سال‌ها پیش از فراگیر شدن اینترنت، اولین استاد پاپ ویروسی در تاریخ شد. مدونا همه‌جا بود؛ در کانال‌های قدرتمند تلویزیون موسیقی، برنامه‌های رادیویی، روی جلد مجلات و حتی در کتاب‌فروشی‌ها. یک دیالکتیک پاپ که از زمان سلطه بیتلز دیده نشده بود و به او اجازه داد در مرز نوآوری و تجاری بودن باقی بماند.» ویلیام لنگلی از دیلی تلگراف معتقد است که «مدونا تاریخ اجتماعی جهان را تغییر داده و به عنوان افراد مختلف، کارهای بیشتری انجام داده است که احتمالاً هیچ‌کس دیگری نتواند.» پروفسور دایان پکنولد اشاره کرده که «تقریباً در هر نظرسنجی دربارهٔ بزرگ‌ترین، برترین یا بهترین‌ها در فرهنگ عامه، نام مدونا دیده می‌شود.» در سال ۲۰۱۲، شبکه وی‌اچ‌وان مدونا را بزرگ‌ترین زن در موسیقی معرفی کرد.
بیانکا گریسی، نویسنده مجله اسپین، اظهار داشت که «'ملکه پاپ' برای توصیف مدونا کافی نیست؛ او خودِ پاپ است. [مدونا] طرح اولیه‌ای از آنچه یک ستاره پاپ باید باشد، خلق کرد.» مدونا اولین هنرمندی بود که دو بار (در سال‌های ۱۹۸۵ و ۱۹۸۹) از سوی مجله بیلبورد به عنوان بزرگ‌ترین ستاره پاپ معرفی شد. به گفته اسکلافانی، «شایان ذکر است که پیش از مدونا، اکثر مگاستارهای موسیقی، راکرهای مرد بودند؛ پس از او، تقریباً همه خوانندگان زن شدند… وقتی بیتلز به آمریکا آمدند، الگوی اجرا را از تک‌نوازی به گروه تغییر دادند. مدونا این الگو را دوباره به سمت تک‌نوازی بازگرداند—با تأکید بر زنان.» هوارد کرامر، مدیر موزه تالار مشاهیر راک اند رول، تأکید کرد که «مدونا و حرفه‌ای که برای خود ساخت، عملاً راه را برای هر خواننده زن پاپ بعدی هموار کرد… او استانداردهای همه آن‌ها را بالا برد… او تعریف کرد که حدود و ثغور برای اجراگران زن چیست.» اندی بنت و استیو واکسمن، نویسندگان کتاب راهنمای موسیقی عامه‌پسند سیج (۲۰۱۴)، اشاره کردند که «تقریباً همه ستارگان زن پاپ سال‌های اخیر—بریتنی اسپیرز، بیانسه، ریانا، کیتی پری، لیدی گاگا و دیگران—تأثیر مهم مدونا را بر حرفه خود تأیید کرده‌اند.» مدونا همچنین بر هنرمندان مرد تأثیر گذاشته و الهام‌بخش افرادی چون لیام گلگر از گروه اوئیسیز و چستر بنینگتون از لینکین پارک شده تا به دنیای موسیقی قدم بگذارند.
استفاده مدونا از تصاویر جنسی در حرفه‌اش سودمند بوده و گفتمان عمومی دربارهٔ جنسیت و فمینیسم را برانگیخته است. روزنامه تایمز نوشت که او «انقلابی در میان زنان در موسیقی به راه انداخت… نگرش‌ها و نظرات او دربارهٔ سکس، برهنگی، سبک و جنسیت، عموم را وادار کرد که توجه کنند.» پروفسور جان فیسک خاطرنشان کرد که حس قدرتی که مدونا ارائه می‌دهد، به‌طور جدایی‌ناپذیری با لذت اعمال کنترل بر معانی خود، جنسیت و روابط اجتماعی فرد مرتبط است. در کتاب انجام جنسیت در رسانه، هنر و فرهنگ (۲۰۰۹)، نویسندگان اشاره کردند که مدونا، به‌عنوان یک سلبریتی زن، اجراگر و نماد پاپ، می‌تواند تأملات و بحث‌های فمینیستی موجود را به هم بریزد. به گفته شیلا جیفریز، فمینیست لزبین، مدونا نمادی از حضور زن در آنچه مونیک ویتیگ «دسته جنسی» می‌نامد، است و به نظر می‌رسد با اشتیاق، اجرای کار جنسی محول‌شده به زنان را در آغوش می‌کشد. پروفسور سات جالی او را «نماد فمینیستی تقریباً مقدس» نامیده است.
مت کین در گاردین نوشت که مدونا با گنجاندن مکرر فرهنگ ال‌جی‌بی‌تی، لاتین و سیاه‌پوستان در آثارش، «موانع اجتماعی را شکسته» و گروه‌های حاشیه‌نشین را به خط مقدم آورده است. نویسنده‌ای گفت که «با در دسترس قرار دادن فرهنگ به‌طور کلی، مدونا به فرهنگ همه طبقات اجتماعی تبدیل می‌شود.» کارلین فیت، استاد کانادایی، گفت ویژگی خاص مدونا این است که «او به‌راحتی در بسیاری از زمینه‌های فرهنگی سفر کرده» و در زیرفرهنگ‌هایی که به‌صورت خودجوش و مستقل شکل گرفته‌اند به یک شخصیت کالت تبدیل شد. سارا کیت الیس، رئیس گلاد، اظهار داشت که مدونا «همیشه بزرگ‌ترین متحد جامعه ال‌جی‌بی‌تی‌کیو بوده و خواهد بود»، در حالی که مجله ادوکیت او را «بزرگ‌ترین گی آیکان» نامید. خود مدونا در سال ۲۰۲۴ گفت: «به‌جز تولدم، رژه افتخار نیویورک مهم‌ترین روز سال است.»
مدونا به‌عنوان الگویی برای زنان تاجر تحسین شده است، «به سطحی از کنترل مالی دست یافته که زنان مدت‌ها در صنعت برای آن مبارزه کرده‌اند»، و در دهه اول حرفه‌اش بیش از ۱٫۲ میلیارد دلار فروش داشته است. به گفته جینی گورلینسکی در کتاب ۱۰۰ موسیقیدان تأثیرگذار تمام دوران (۲۰۱۰)، سطوح قدرت و کنترل مدونا برای یک زن در صنعت سرگرمی «بی‌سابقه» بود. استادان مدرسه کسب‌وکار لندن او را «یک کارآفرین پویا» نامیدند که ارزش تقلید دارد؛ آن‌ها دیدگاه او به موفقیت، درک او از صنعت موسیقی، توانایی او در شناخت محدودیت‌های اجرایی خود (و در نتیجه درخواست کمک)، تمایل او به کار سخت و توانایی او در سازگاری را به‌عنوان کلیدهای موفقیت تجاری‌اش شناسایی کردند. مورتون نوشت که «مدونا فرصت‌طلب، دستکاری‌گر و بی‌رحم است—کسی که تا زمانی که به آنچه می‌خواهد نرسد، متوقف نمی‌شود—و این چیزی است که ممکن است به قیمت از دست دادن نزدیکانتان به دست آید. اما این برای او اهمیتی نداشت.»

## آلبوم‌ها
- مدونا (۱۹۸۳)
- مثل یک باکره (۱۹۸۴)
- آبی واقعی (۱۹۸۶)
- مثل یک نیایش (۱۹۸۹)
- اروتیکا (۱۹۹۲)
- قصه‌های وقت خواب (۱۹۹۴)
- پرتو نور (۱۹۹۸)
- موسیقی (۲۰۰۰)
- زندگی آمریکایی (۲۰۰۳)
- اعتراف‌ها بر روی جایگاه رقص (۲۰۰۵)
- آب‌نبات سفت (۲۰۰۸)
- ام‌دی‌ان‌ای (۲۰۱۲)
- قلب سرکش (۲۰۱۵)
- مادام اکس (۲۰۱۹)

## فیلم‌شناسی
فیلم‌های بازی‌کرده
- یک ایثار خاص (۱۹۷۹)
- ویژن کوئست (۱۹۸۵)
- ناامیدانه در جستجوی سوزان (۱۹۸۵)
- سورپرایز شانگهای (۱۹۸۶)
- اون دختر کیه (۱۹۸۷)
- سگ‌های شکاری برادوی (۱۹۸۹)
- دیک تریسی (۱۹۹۰)
- مدونا: راستی یا شهامت (۱۹۹۱)
- سایه‌ها و مه (۱۹۹۱)
- لیگ خودشان (۱۹۹۲)
- شهادت بدن (فیلم ۱۹۹۳) (۱۹۹۳)
- بازی خطرناک (۱۹۹۳)
- چهار اتاق (۱۹۹۵)
- صورت آبی (۱۹۹۵)
- اویتا (۱۹۹۶)
- بهترین چیز بعدی (۲۰۰۰)
- شیفته (۲۰۰۲)
- I'm Going to Tell You a Secret (2005)
- آرتور و نامرئی‌ها (۲۰۰۶)

فیلم‌های کارگردانی‌کرده
- کثافت و خرد (۲۰۰۸)
- دابلیو.ئی. (۲۰۱۱)